# Ryan Hollweg
Ryan Alexander Hollweg (Downey, 23 de abril de 1983) é um norte-americano jogador de hóquei no gelo que atualmente está no HC Plzeň 1929.
É filho de pai brasileiro de ascendência alemã e mãe canadense.